# 千巖
千 巖（せん がん、朝鮮語: 천암）は、中国明の宰相、武将。朝鮮氏族の潁陽千氏の始祖である。中国河南省出身。千巖の9代子孫が朝鮮の役を征討するため、李氏朝鮮へ派兵された明軍の武将の千萬里である。千萬里は、戦争終結後帰国せずに李氏朝鮮にとどまり帰化した。